# Entosthodon dixonii
Entosthodon dixonii är en bladmossart som beskrevs av Sim 1926. Entosthodon dixonii ingår i släktet koppmossor, och familjen Funariaceae. Inga underarter finns listade i Catalogue of Life.